# Vol Aeroflot 244
Le vol Aeroflot 244 fut le théâtre du premier détournement d'avion réussi en Union soviétique le 15 octobre 1970, lorsque le citoyen lituanien Pranas Brazinskas et son fils Algirdas prirent le contrôle d’un avion de passagers, un Antonov An-24, reliant Batoumi, en république socialiste soviétique autonome d'Adjarie, en république socialiste soviétique de Géorgie, à Soukhoumi et Krasnodar pour faire défection à l'Ouest.

## Déroulement

### Détournement
Dans une fusillade à bord (qui s’était produite, selon les déclarations de Brazinskas, à cause de la résistance de deux gardes armés à bord, alors que, selon les médias russes, la fusillade a été initiée par Brazinskas quand une hôtesse courut jusqu’au cockpit pour avertir les pilotes, et il n'y avait pas un seul garde à bord), l’hôtesse de l'air Nadezhda Kurchenko, dix-neuf ans, fut tuée et plusieurs membres de l'équipage furent blessés, les Brazinskas étant eux indemnes. Les pirates de l'air détournèrent l'avion vers Trabzon, en Turquie, et se rendirent au gouvernement turc.

### Suites judiciaires
Les Brazinskas furent jugés et emprisonnés, mais la Turquie refusa de les rendre aux autorités soviétiques. L'avion avec ses passagers fut renvoyé en URSS. 
Après avoir passé quelque temps en prison, en 1974, les Brazinskas furent amnistiés et se rendirent aux États-Unis où ils furent naturalisés en 1983. Le souvenir de l'affaire refit surface à nouveau en 2002, lorsque Algirdas Brazinskas (maintenant connu sous le nom de Albert Victor White) fut reconnu coupable par le tribunal de Santa Monica du meurtre de son père Pranas Brazinskas (Frank White), âgé de 77 ans, au cours d'une dispute familiale,.

## Conséquences politiques
L'Union soviétique condamna les États-Unis pour l'octroi de l'asile à ce qu'elle considérait être de « dangereux terroristes » et insista pour obtenir leur extradition. Jusqu'à l'effondrement de l'Union soviétique, le gouvernement soviétique continua à réclamer l'extradition des Brazinskas, et mit en exergue ce qu'elle appelait l'hypocrisie américaine en matière d’hébergement des « terroristes qui attaquent l'avion des pays socialistes », tout en menant des actions très différentes contre les terroristes qui avait attaqué des ressortissants américains, comme dans le cas de l'Achille Lauro.